# Рунгенхаген, Карл Фридрих
Карл Фридрих Ру́нгенхаген (27 сентября 1778, Берлин — 21 декабря 1851, там же) — немецкий хормейстер, композитор, педагог.

## Биография
В детстве обучался музыке у Даниеля Ходовецкого, но затем оставил обучение и стал заниматься торговлей вместе с отцом; работал с ним до 1796 года, после чего вновь обратился к музыке. С 1801 года учился в Певческой академии в Берлине (нем. Sing-Akademie zu Berlin) у Карла Фридриха Цельтера. С 1815 года заместитель директора, с 1833 года директор Берлинской певческой академии. На этом посту стремился возродить интерес к творчеству Баха и Генделя, в том числе, впервые в истории полностью (в 1835 году, исполнительскими силами академии) исполнил си-минорную мессу И.С. Баха. С 1843 года профессор Королевской академии искусств в Берлине. Среди наиболее известных его учеников Станислав Монюшко, Эдуард Грель и Альберт Лорцинг.
Творческое наследие Рунгенхагена представлено церковной музыкой, ораториями, кантатами и песнями.